# 1965年美國國家棒球名人堂票選
1965年美國國家棒球名人堂票選遵循了1956年後的票選模式，全美棒球記者協會在奇數年不會開會選出入選者（直到1967年止）。只有資深選手委員在這年進行會議，最後他們選出生涯300勝的19世紀棒球投手普德·蓋爾文。大聯盟後來在1965年7月26日舉辦名人堂入選典禮。

## J·G·泰勒·史賓克獎
棒球記者休·富勒頓（1873年–1945年）獲選該屆的J·G·泰勒·史賓克獎。

## 外部連結
- 美國國家棒球名人堂官網 （页面存档备份，存于）
- 棒球名人堂BBWAA票選規則 （页面存档备份，存于）
- https://web.archive.org/web/20090122050936/http://www.baseballhalloffame.org/hofers/voting_year.jsp?year=1965 1965年名人堂票選] at www.baseballhalloffame.org